# Sigma SD
Sigma SD — линейка цифровых однообъективных зеркальных фотоаппаратов японской фирмы Sigma Corporation (Сигма).

## История и развитие модельного ряда
Линейка цифровых зеркальных фотоаппаратов Sigma SD (Sigma Digital) является продолжением плёночных зеркальных фотоаппаратов Sigma SA (Sigma Autofocus), так первой моделью была Sigma SD9, основанная на Sigma SA9 (передал практически без изменения управляющую электронику). Фотоаппарат разработан под оснащение объективами с байонетом Sigma SA и оснащен матрицей Foveon X3 формата APS-C (как и все последующие модели этой линейки), матрица и зеркало прикрыты стеклом. Фотоаппарат имеет диски установки параметров (режимов экспозиции PASM, выдержек и режимов съёмки) и кнопки (репетира диафрагмы и другие), перешедшие от SA-9, и ряда «цифровых» кнопок. Выход следующей модели линейки (SD10) больший диапазон ISO, по словам производителя за счёт доработки матрицы. Фотоаппарат следующей модели (SD14) получил новую матрицу с большим разрешением и процессор Sigma Tru I, что позволило:
- записывать изображение в формате JPEG как обычного разрешения (разрешения матрицы 2652×1768=4,6 Мп.), так и в режиме Super Hi (с внутрикамерной интерполяцией 4608×3072=14,16 Мп.);
- увеличить серийную съёмку до 3 кадров в сек. (для RAW и JPEG);
- расширить диапазон светочувствительности от 50 до 1600 ISO (при прошивке v.1.05);

а также новый видоискатель, дисплей, пятизонный автофокус и корпус из ударопрочного пластика вместо металлического. Следующая модель получила новый процессор True II, поддержку карт памяти SD. Старшая модель линейки, вышедшая в 2012 году получила:
- название SD1;
- матрицу размером 23,5 × 15,7 и разрешением получаемого снимка 4704 × 3136;
- процессор Engine II[5].

Все модели разработаны под оснащение их объективами с байонетом Sigma SA, обладают матрицами Foveon X3 формата APS-C.

## Фотоматрица
В фотоаппаратах этой линейки, как и во всех цифровых фотоаппаратах Sigma, применяются фотоматрицы Foveon X3 — уникальная разработка фирмы Foveon, с 2011 года входящей в состав Sigma Corporation.
Матрица Foveon X3 представляет собой «бутерброд» из кремния, материала, который поглощает излучение на разной глубине, в зависимости от его частоты, и p-n переходов, преобразующий волновую энергию поглощённого излучения в электрическую. В матрице используется три p-n перехода для регистрации зелёного, красного и синего компонентов белого света.
С эксплуатационной точки зрения данная матрица демонстрирует прекрасную детализацию, цветопередачу, но имеет ряд нерешённых технологических недостатков, к которым относится сдвиг спектра и перетекание одного цвета в другой.
| Модель, дата выхода | Размер матрицы, разрешение (Мпикс), размер кадра (пикс) кроп-фактор | Фотографическая широта, ISO                     | Размеры корпуса (мм); масса (грамм) | Изображение |
| ------------------- | ------------------------------------------------------------------- | ----------------------------------------------- | ----------------------------------- | ----------- |
| SD9 2002            | 20,7×13,8 10,2 Мпикс (2268×1512×3) 1,73                             | RAW 2,5fps 100-400                              | 152×120×79                          |             |
| SD10 2004           | 20,7×13,8 10,2 Мпикс (2268×1512×3) 1,73                             | RAW 100-1600                                    | 152×120×79                          |             |
| SD14 2006.09        | 20,7×13,8 2652×1768×3 1,73                                          | True I RAW 3fps, JPEG(3fps, 14,1 Мпикс) 50-1600 | 144×107×81                          |             |
| SD15 2010           | 20,7×13,8 14,1 Мпикс (2652×1768×3) 1,73                             | True II RAW, JPEG 50-3200                       | 144×107×81                          |             |
| SD1 2011            | 24×16 15,3 Мпикс (4800×3200×3) 1,5                                  | RAW(6fps), JPEG 2 × True II 100-6400            | 146×114×80                          |             |

## Объективы
Фотоаппарат поддерживает объективы своего производства с фирменным байонетом Sigma SA, предназначенных для полноформатных (24 × 36 мм) камер. В линейку входят объективы с фиксированным фокусным расстоянием от 8 мм (сверхширокоугольного) до 800 мм (телеобъектива), макрообъективы от 50 мм до 180 мм, а также с переменным фокусным расстоянием от 50—500 мм до 350—1200 мм.

## Аксессуары
Основные аксессуары, предлагаемые Sigma для своих фотоаппаратов, а также для камер других фирм:
- фотовспышки EF-530 DG Super и EF-530 DG ST;
- кольцевая макровспышка Electoronic flash macro EM-140 DG;
- батарейная ручка Power Grip PG-21;
- пульт дистанционного управления Remote Controller RS-31.

## Конкуренция
Для старшей модели SD1 линейки Sigma SD составляют конкуренцию:
- Nikon D800[6]:
  - из-за большей матрицы обладает меньшей глубиной резкости,
  - большим разрешением матрицы (36 против эквивалентных 20 Мп.),
  - небольшим сдвигом цветопередачи в зелёные цвета против существенного — в красные у Sigma,
  - меньшей детализацией структуры,
  - меньшей фотографической широтой;
- Fujifilm X-Pro1[7]:
  - большей фотографической широтой,
  - у Сигмы существенный сдвиг цветопередачи в красный;
- Sony NEX6[8];
- Fujifilm X-E1;
- Olympus E-PM2;
- Canon EOS M.

## Галерея
Ниже приведены фотографии, сделанные разными моделями фотоаппаратов из линейки Sigma SD без использования интерполяции в максимальном разрешении. Фотографии подобраны для демонстрации детализации и цветопередачи.

Sigma SD
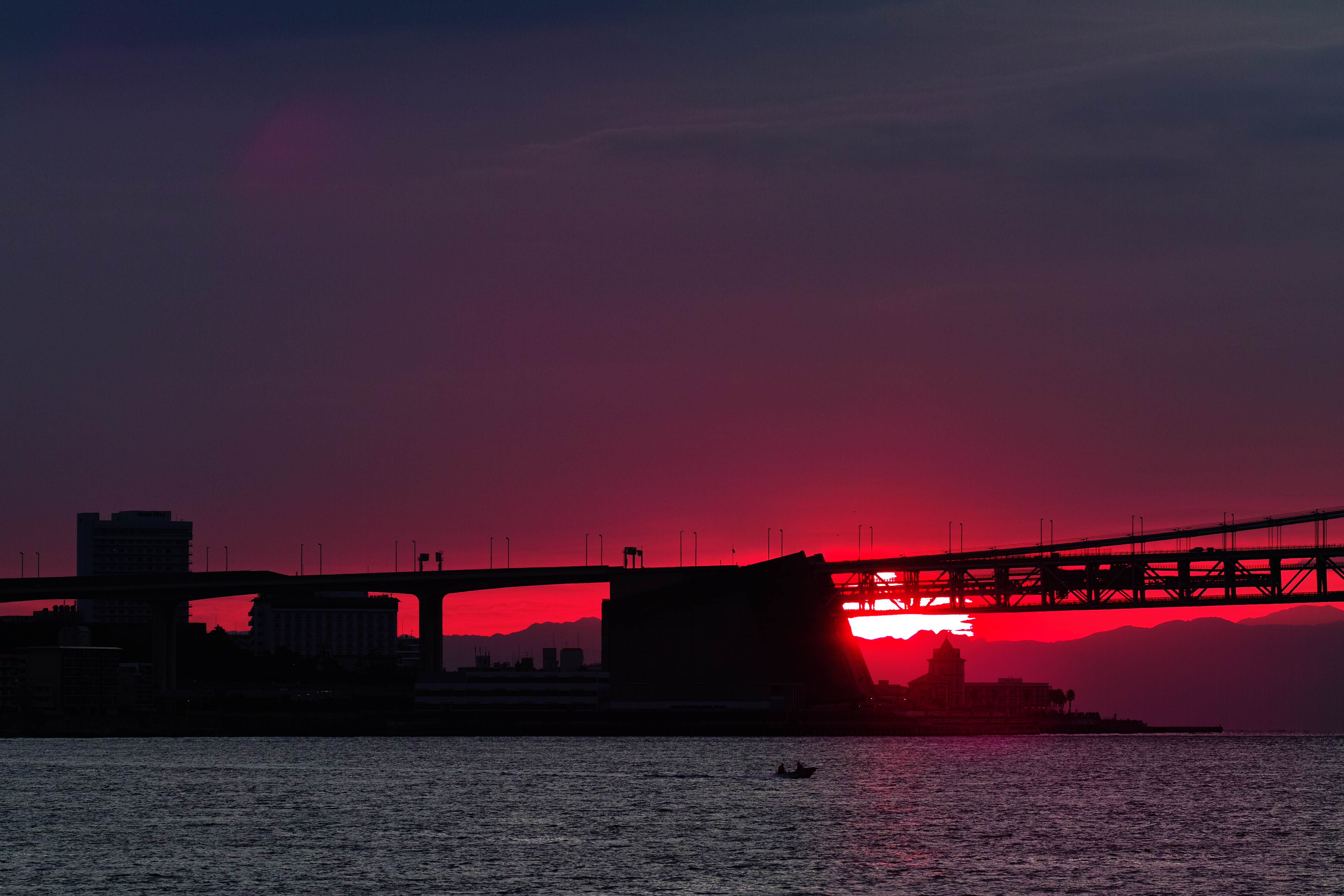
SD1: Нью-Йорк
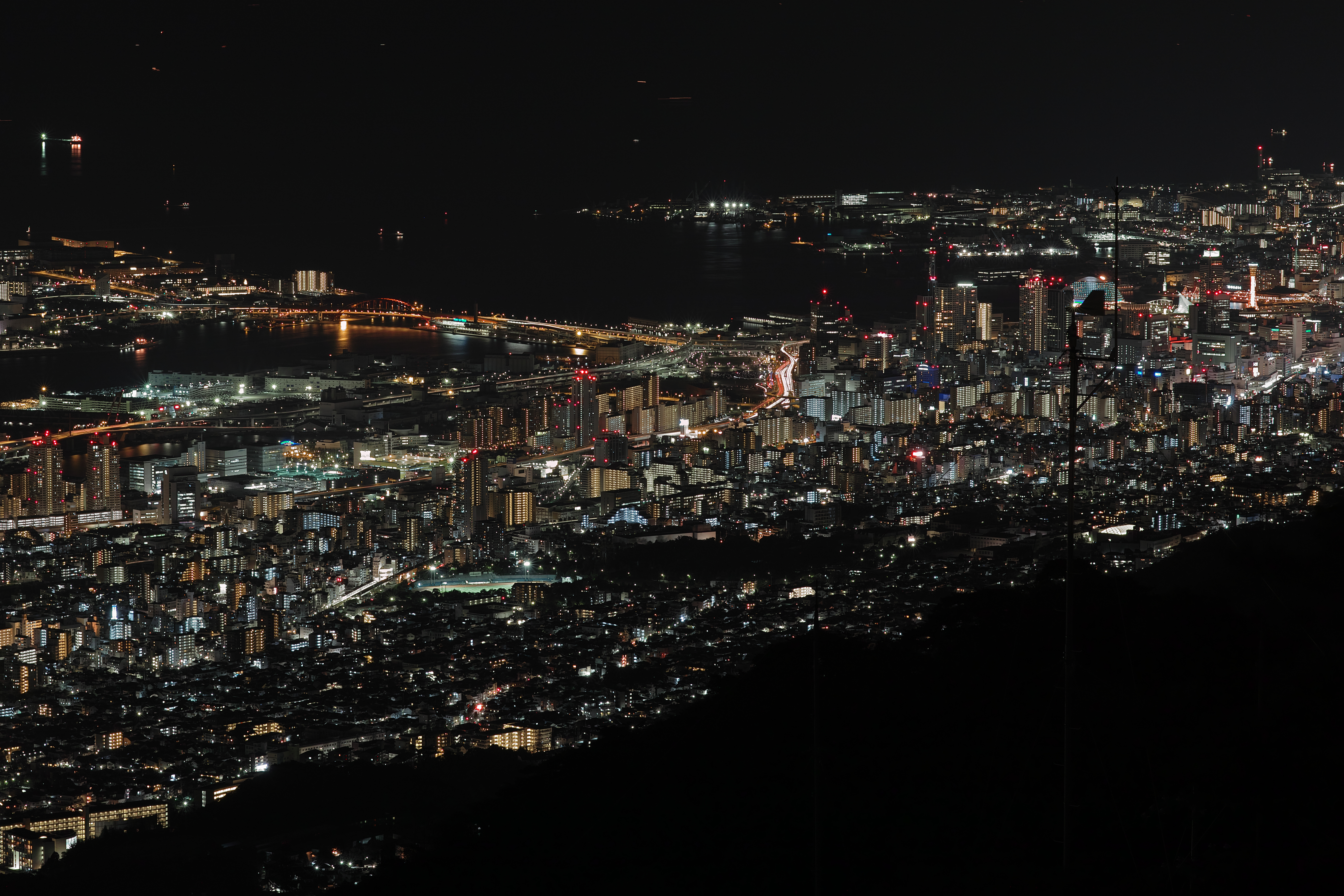
SD1: город Кэб
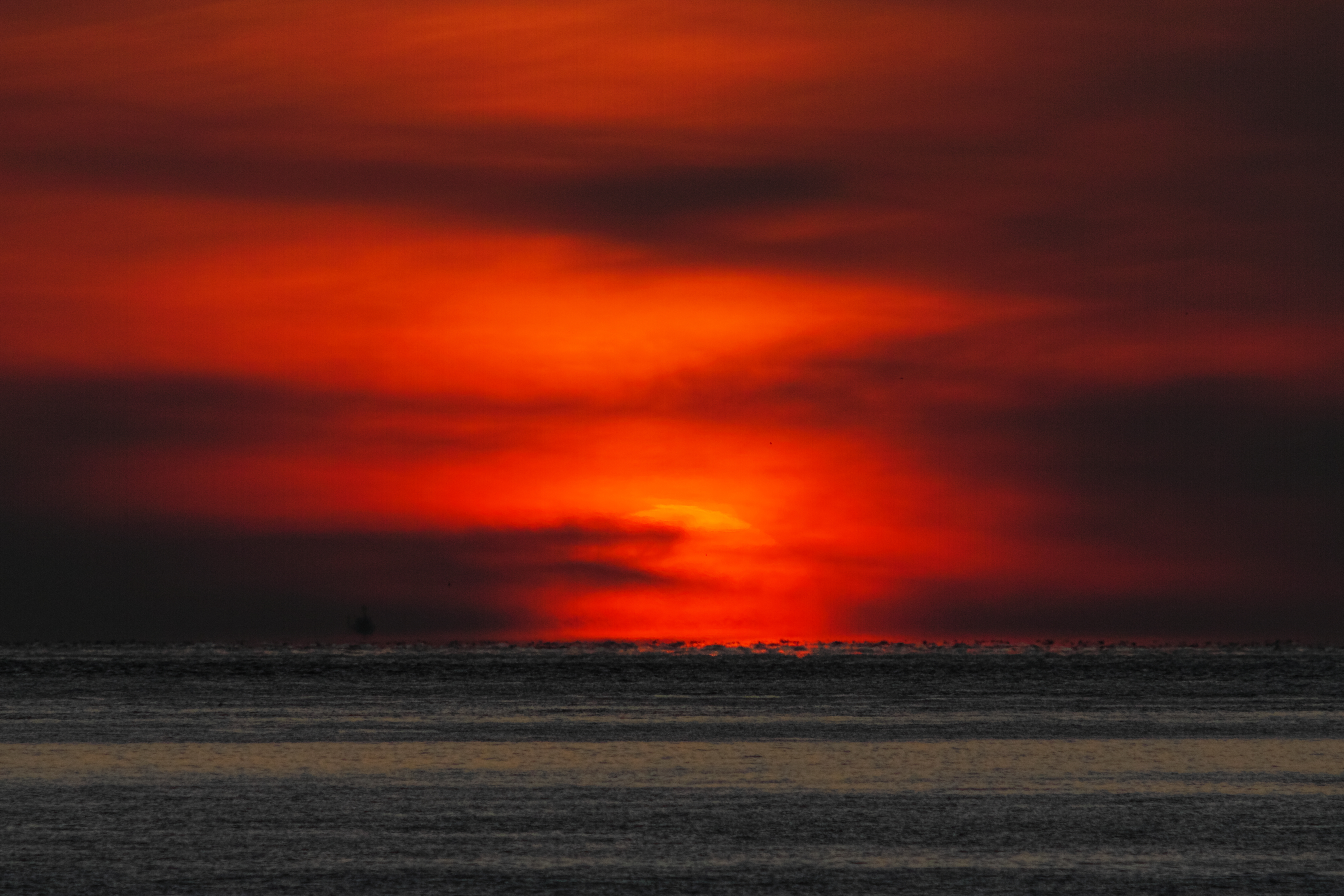
SD1: закат
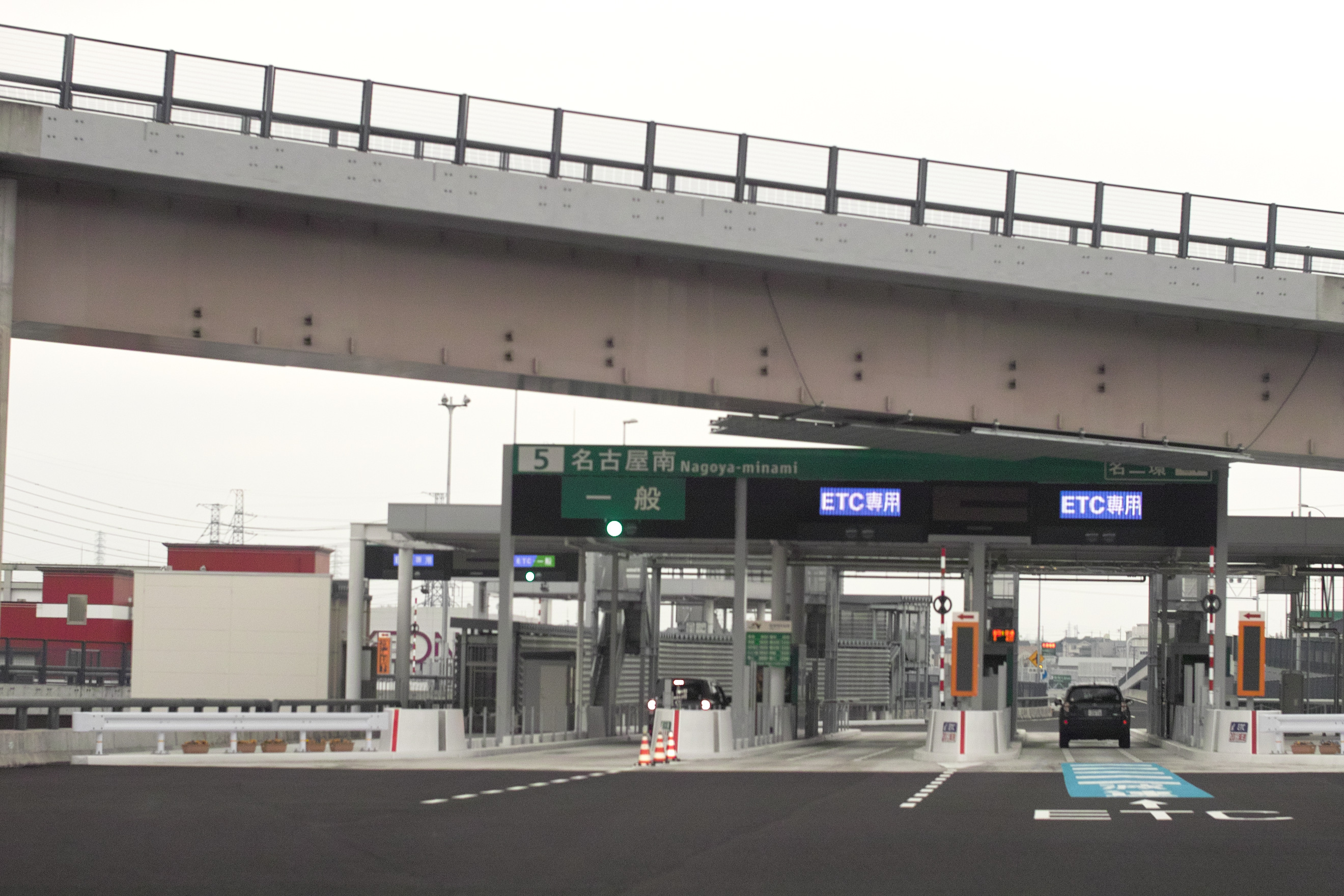
SD15: заправка, Япония
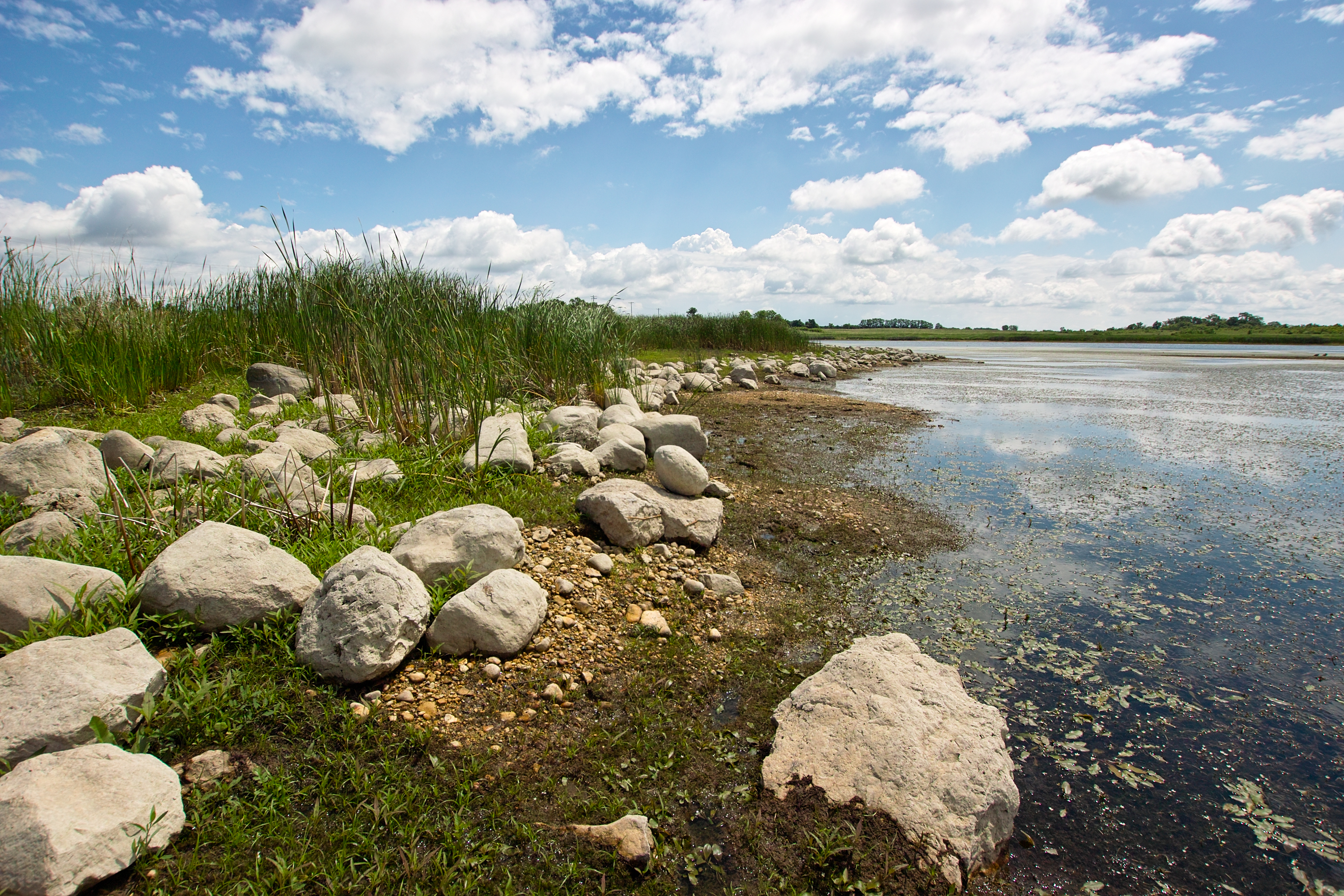
SD15: берег
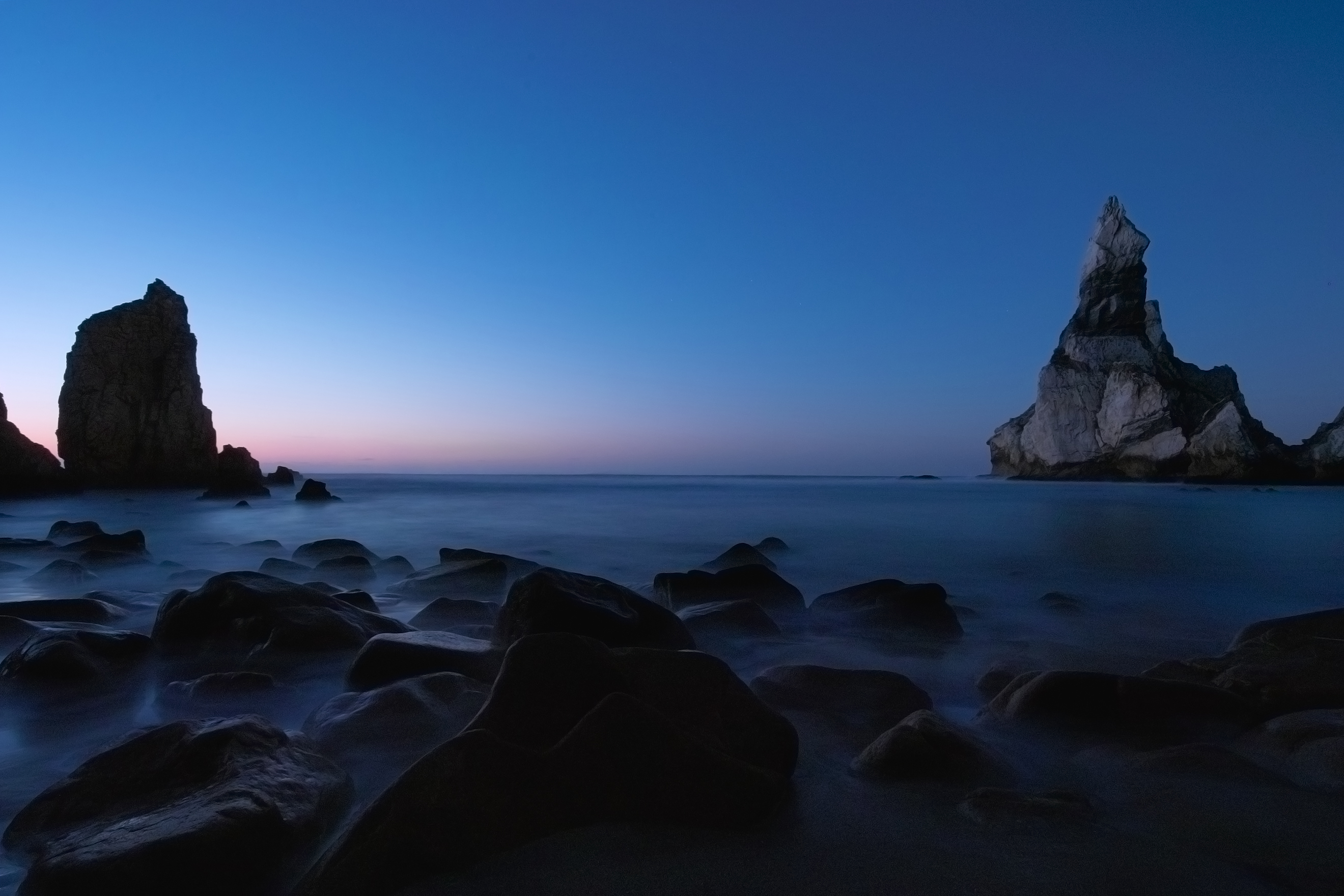
SD14: Закат на мысе Рока, Португалия (с шумоподалвлением)
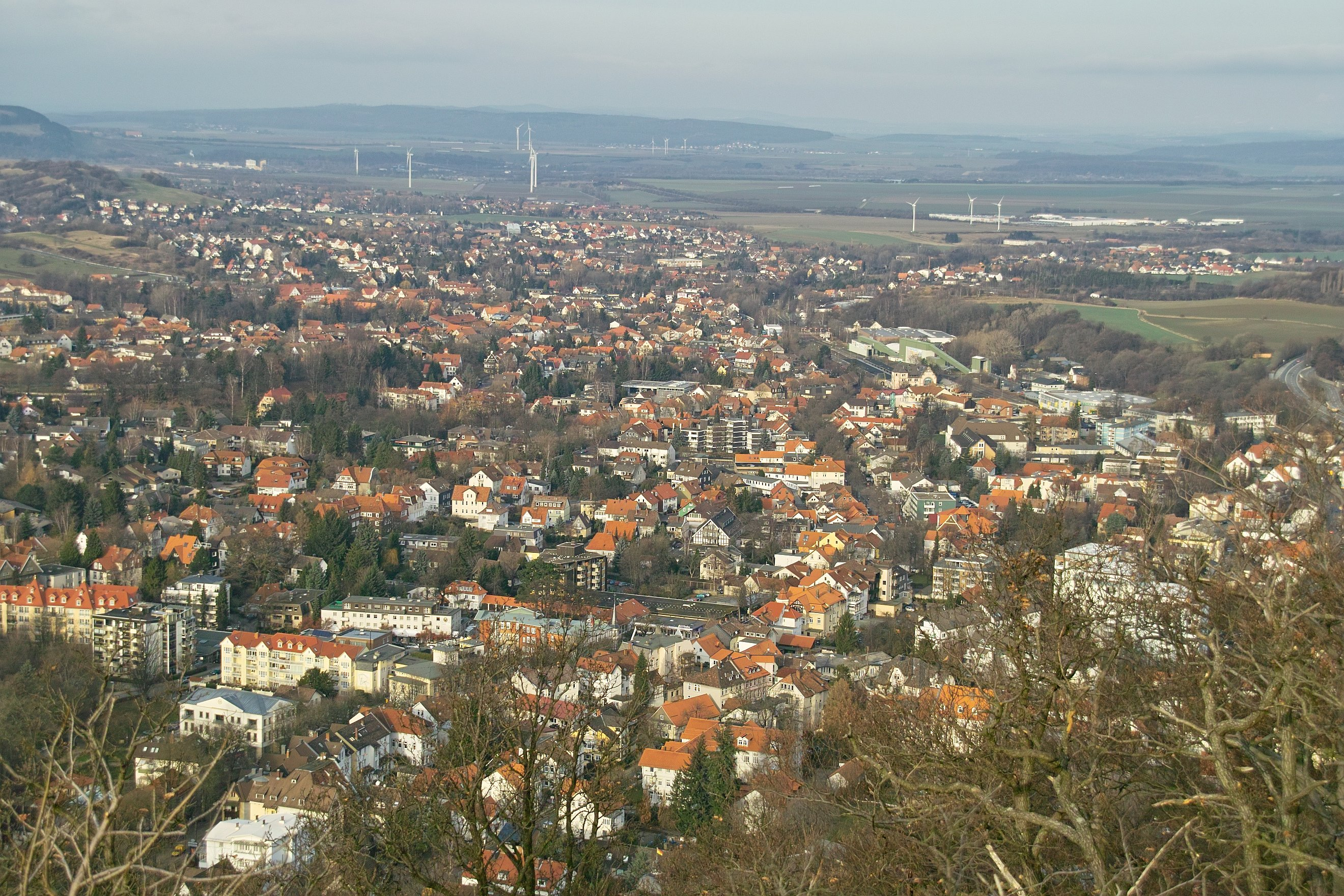
Бад-Гарцбург, Германия
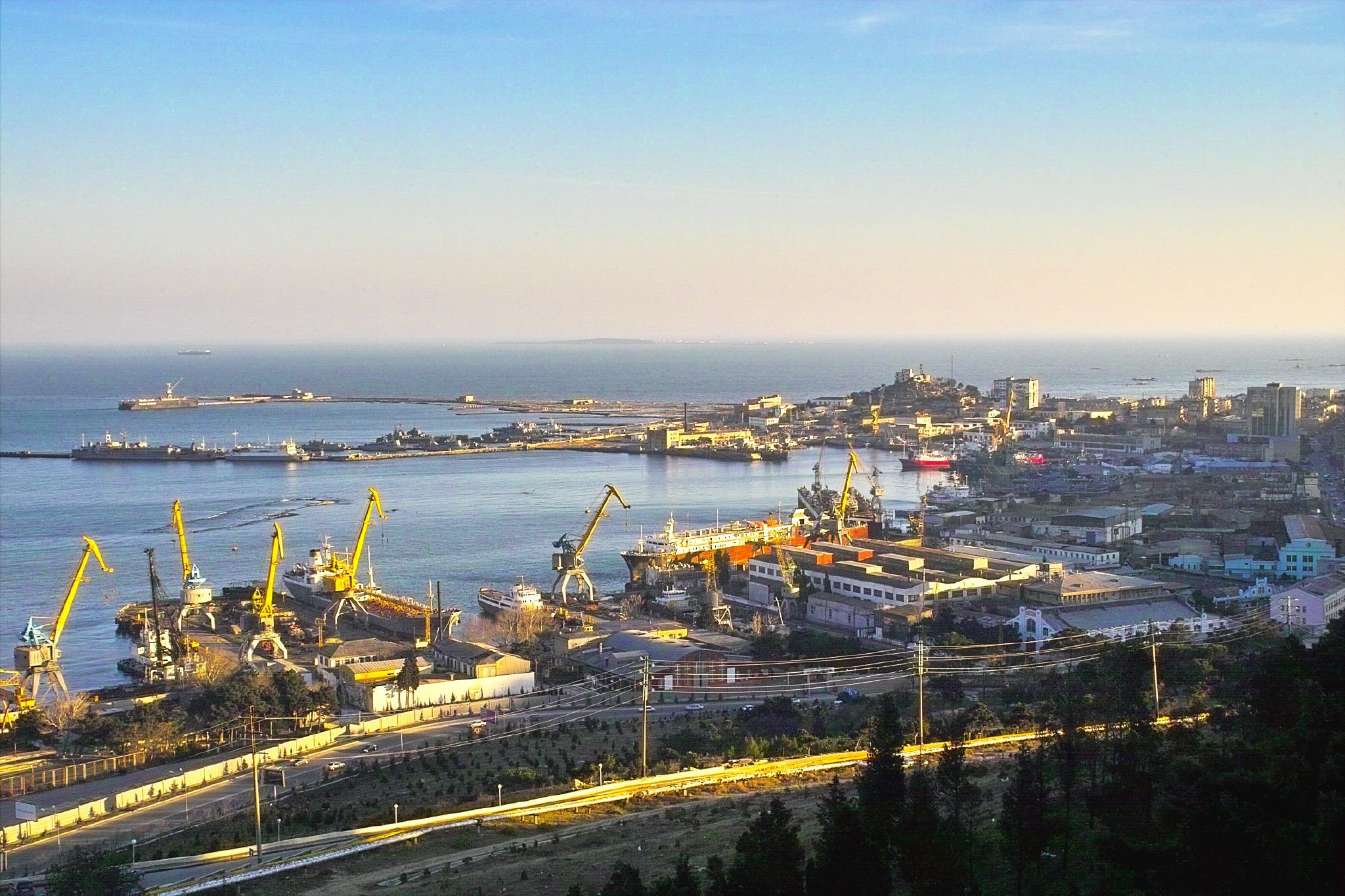
SD10: морской порт, Сабаилский район
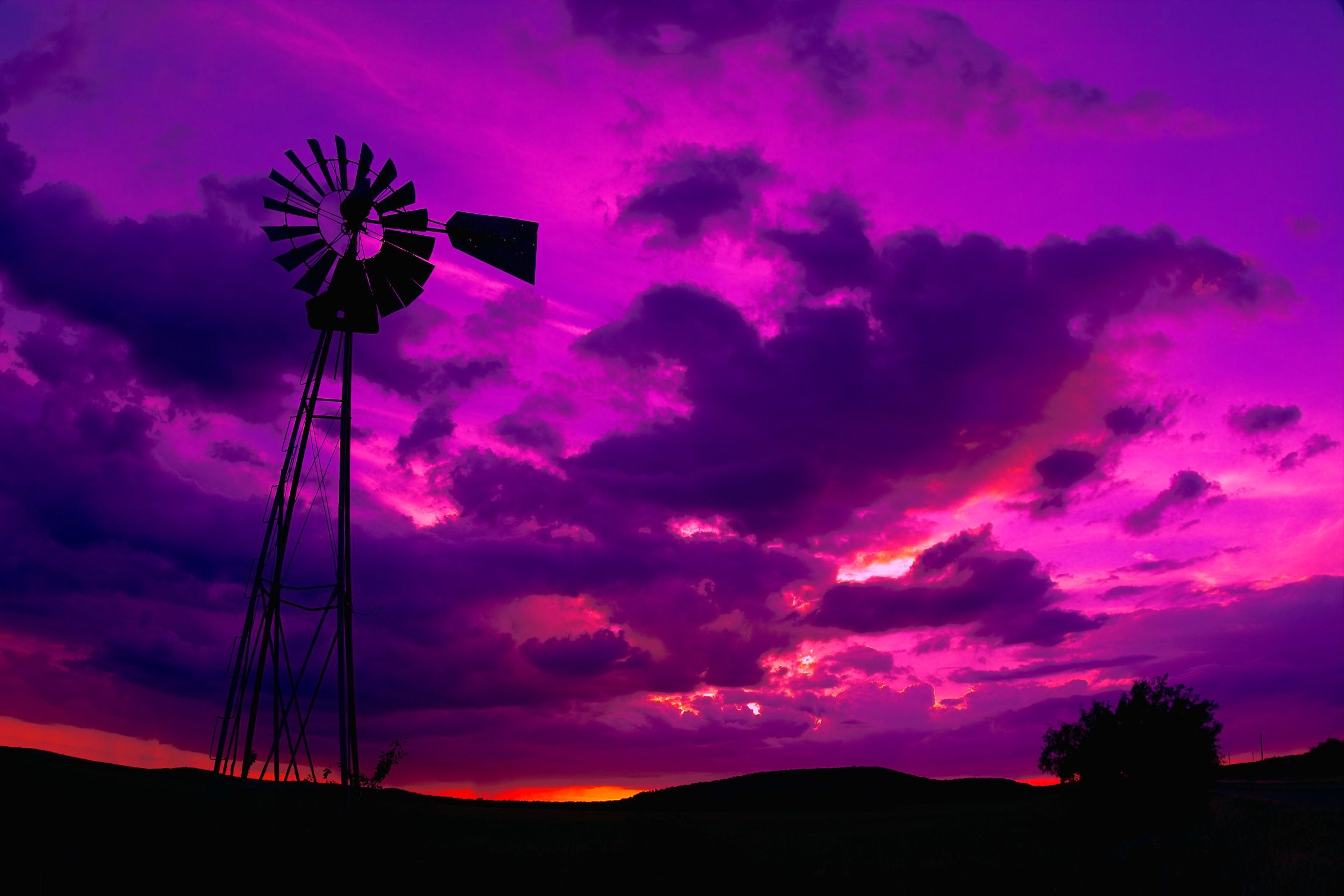
SD10: ветряная мельница
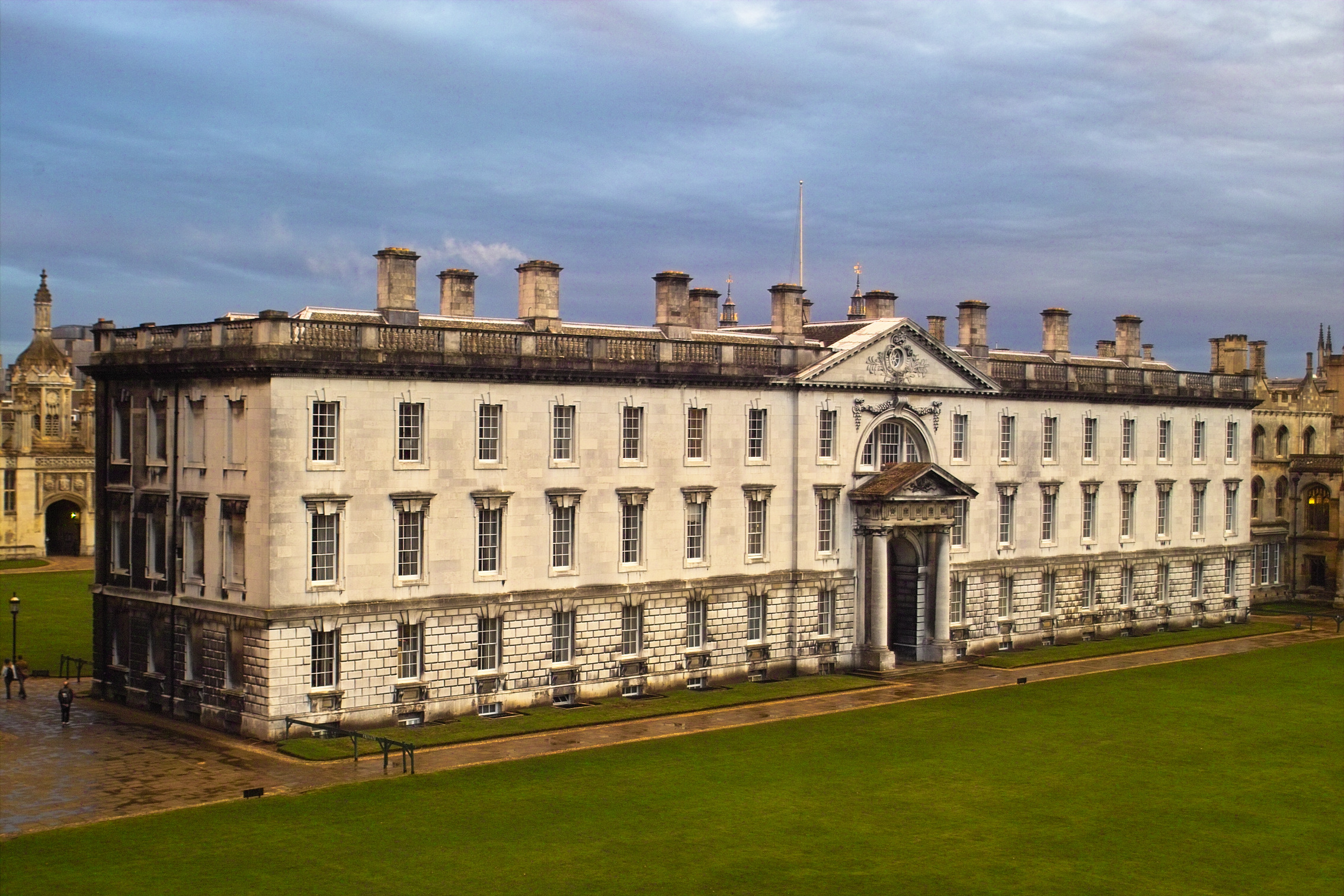
SD9: Королевский колледж (Кембридж)